# José de la Serna

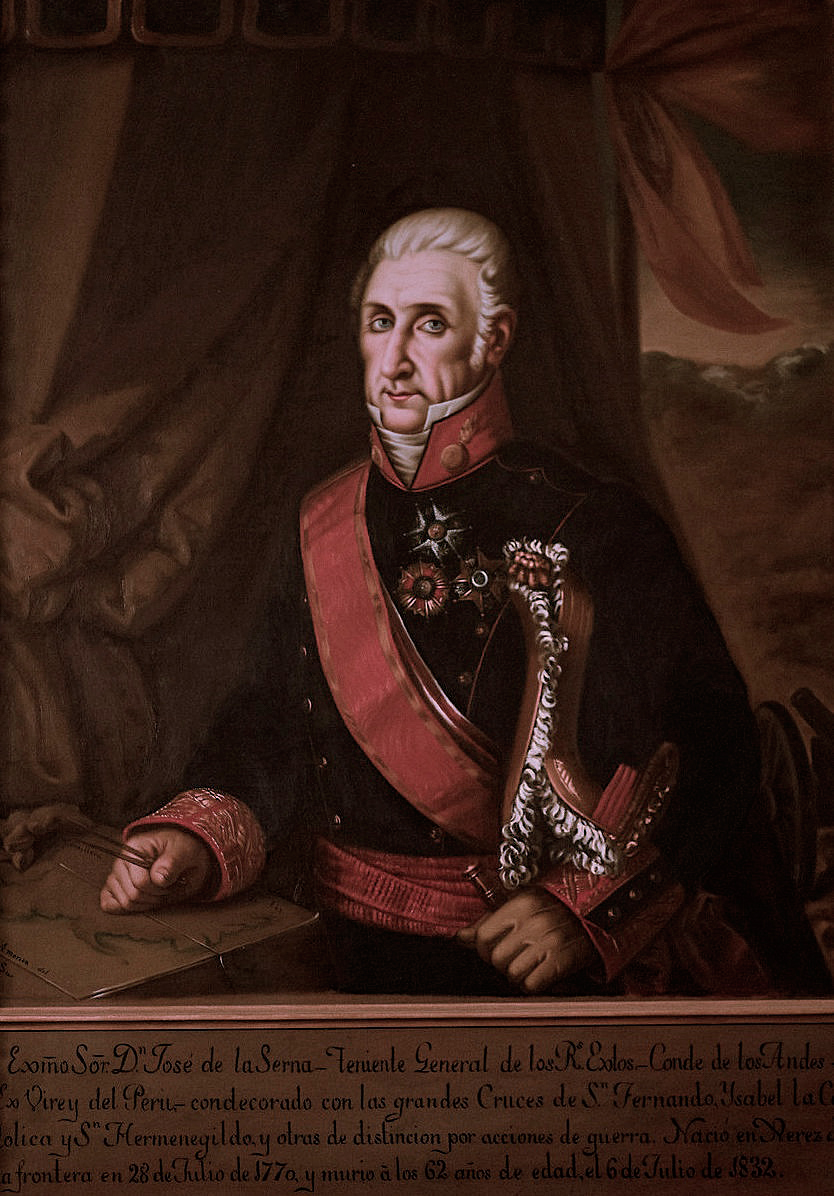
José de la Serna

José de la Serna e Hinojosa (* 1770 in Jerez de la Frontera; † 1832 in Cádiz) war der 40. und letzte amtierende spanische Vizekönig in Peru.
Er trat sehr jung in den Militärdienst ein und nahm bereits 1784 an der Verteidigung von Ceuta gegen die Mauren teil. Bis 1813 kämpfte er für die spanische Unabhängigkeit gegen Briten und Franzosen. 1815 im Rang eines Generalmajors wurde er zum Kommandanten der spanischen Truppen in Perú ernannt. Dieses Amt hatte er bis 1819 inne. Nach einem kurzen Aufenthalt in Spanien kehrte er 1820 nach Peru zurück, wo er mittels politischer Manöver und Manipulationen an Einfluss gewann und 1821 das höchste Amt, das des Vizekönigs, erreichte.
Bis 1824 musste er mit ansehen, wie die Unabhängigkeitsbewegung der südamerikanischen Patrioten immer mehr Erfolge verbuchen konnte. Nachdem seine Generäle in verschiedenen Schlachten besiegt wurden, beschloss er, das Kommando selbst zu übernehmen. Mit einer Armee von 10.000 Infanteristen und 1.600 Kavalleristen marschierte er von Cuzco aus auf die Armee der Aufständischen unter der Führung von Antonio José de Sucre zu, die er auf den Pampas von Ayacucho am 9. Dezember 1824 traf.
In der Schlacht, die noch nicht einmal eine Stunde dauerte, verlor er 2.000 Mann. 3.000 seiner Soldaten wurden gefangen genommen und der Rest in die Flucht geschlagen. Er selbst wurde verletzt gefangen genommen. Dennoch durfte er bald darauf nach Europa zurückkehren. Er wurde in Spanien mit allen Ehren empfangen und hatte bis zu seinem Tode hohe Verwaltungsämter inne.
Die Schlacht von Ayacucho brachte das Ende der spanischen Kolonialzeit in Südamerika.
| Vorgänger             | Amt                          | Nachfolger               |
| --------------------- | ---------------------------- | ------------------------ |
| Joaquín de la Pezuela | Vizekönig von Peru 1821–1824 | Pío de Tristán (formell) |

| Personendaten    | Personendaten                |
| ---------------- | ---------------------------- |
| NAME             | Serna, José de la            |
| ALTERNATIVNAMEN  | Serna e Hinojosa, José de la |
| KURZBESCHREIBUNG | spanischer Vizekönig in Peru |
| GEBURTSDATUM     | 1770                         |
| GEBURTSORT       | Jerez de la Frontera         |
| STERBEDATUM      | 1832                         |
| STERBEORT        | Cádiz                        |